# Молдавские школы в Приднестровье
Молда́вские шко́лы в Приднестровье — расположенные на территории ПМР учреждения общего образования, преподавание в которых ведётся на молдавском языке. С 2004 года правовой статус данных школ вызывает конфликты, поскольку эти регионы является частью непризнанной Приднестровской Молдавской республики.

## История
Молдавские школы были впервые созданы в Приднестровье после формирования в 1924 году Молдавской Автономной Советской Социалистической Республики, которая была частью СССР. В 1940 году 8 районов Молдавской АССР были включены в Украинскую ССР, а 6 районов присоединились к Молдавской ССР. На территории бывшей Молдавской АССР, присоединённой к Украинской ССР, молдавские школы были преобразованы в русскоязычные, но в 6 районах, которые остались в составе Молдавии, сохранилась сеть школ на молдавском языке.

## Ситуация после 1989 года
Закон Молдавии о языке от 1989 года, который вводил переход молдавского языка на латинскую графику, был бойкотирован властями Приднестровья, и всем молдавским школам в этом регионе было приказано сохранить кириллицу. После окончания вооружённого конфликта в Приднестровье в середине 1992 года местные школы перешли под контроль ПМР. Школы, которые решили использовать латинский шрифт ещё в 1989 году, оказались под давлением властей, и большинство из них были вынуждены вернуться к кириллице. Только шесть румыноязычных школ в Приднестровье были допущены к сохранению латинского алфавита.
Попытки увеличить количество школ, использующих латинский алфавит, сталкивались с жёстким противостоянием. В 1996 году директор единственной молдавской школы в Слободзее, которая поддержала желание родителей вести образование на латинском алфавите, была уволена и вынуждена покинуть ПМР. В 1999 году преподаватель молдавского языка Бендерского педагогического колледжа был уволен за продвижение латинского алфавита в учреждении. Увольнению предшествовали угрозы по телефону и нападение в подъезде дома.
В сентябре 1996 года администрация Григориополя использовала казаков и милицию для прекращения деятельности молдавской школы. 2 октября 1996 года три учителя были арестованы и доставлены в Тирасполь. 7 октября 1996 года в результате дреакции президента Республики Молдова и Миссии ОБСЕ учителя были освобождены.
Ещё одна попытка учить молдавское население в Григориополе тайно в «школе, финансируемой государством в рамках ПМР», потерпела неудачу в 2002 году. Преподавательский состав и родители были оскорблены в местной прессе и названы «врагами государства». Их приглашали «на беседы» и им так же угрожали потерей работы и жилья. Дети и учителя были вынуждены писать объяснительные относительно того, почему они использовали латинский алфавит, и местные чиновники регулярно посещали занятия, чтобы проверить, проводится ли обучение «должным образом». Ассоциация родителей и учителей была упразднена, и её глава Михай Спиян, был арестован. Молдавская школа в Григориополе была вынуждена переехать в деревню Дороцкая, контролируемую официальными властями Молдавии, а дети проходили 10-15 км ежедневно, чтобы посещать школу.

## Кризис 2004 года
Летом 2004 года власти Приднестровья закрыли четыре из шести школ, которые преподавали молдавский язык, используя латинский алфавит. В этих заведениях обучалось 3400 школьников, и учителя и родители, которые выступали против закрытия, были задержаны на срок до шести часов. Во время кризиса правительство Молдавии решило создать блокаду, которая изолировала бы ПМР от остального мира. Блокада была неэффективной из-за отсутствия сотрудничества со стороны Украины, возглавляемой в то время Леонидом Кучмой. Приднестровье предприняло ряд мер, направленных на дестабилизацию экономической ситуации в Молдавии, в частности, путем сокращения поставок электроэнергии с электростанций, построенных в Приднестровье в советское время. В результате этого кризиса произошли отключения электроэнергии в некоторых частях Молдавии.
Ведущей фигурой в конфликте была Елена Васильевна Бомешко, министр образования Приднестровья. По её словам, совпадающим с официальной политикой Приднестровья, язык называется «румынским», когда его преподают латинским шрифтом, и именуется «молдавским», когда используется кириллический алфавит. Приднестровье отвергает обвинения в антирумынском уклоне и отдает предпочтение кириллице для молдавского народа как способ сохранить оригинальный язык, указывая на то, что ещё в Средневековье молдавские Библии всегда были написаны на кириллице. Хотя этот язык использовал кириллицу на протяжении веков, она больше не используется в Румынии. Кириллический шрифт по-прежнему используется в ПМР, но только одна газета (находящаяся в управлении приднестровскими властями) печатает несколько сотен экземпляров на кириллице.
Закрытые румынские школы были вновь открыты после регистрации приднестровскими властями в качестве частных учреждений. Давление со стороны Европейского союза (введение запрета на въезд было введено 10 должностным лицам из числа представителей приднестровского региона), возможно, ускорило этот процесс, но они по-прежнему имеют в ПМР статус частных школ и, следовательно, не получают финансирования от правительства Приднестровья. Как было обнародовано правительством в 2006 году, в настоящее время насчитывается 6700 учащихся в десяти средних или старших школах. В системе государственного финансирования в ПМР насчитывается 33 школы с преподаванием на молдавском языке с использованием кириллицы из 186 школ всего.
Многие преподаватели и родители учеников, обучающихся в молдавских школах с кириллицей, связались с Молдавским Хельсинкским комитетом по правам человека с просьбой о поддержке образования на румынском языке, поскольку образование, основанное на кириллице и советских учебных программах, по их мнению, не даёт возможностей для дальнейшего обучения где бы то ни было. Верховный комиссар ОБСЕ по делам национальных меньшинств осудил действия приднестровских властей как «лингвистическую чистку».

## Текущая ситуация

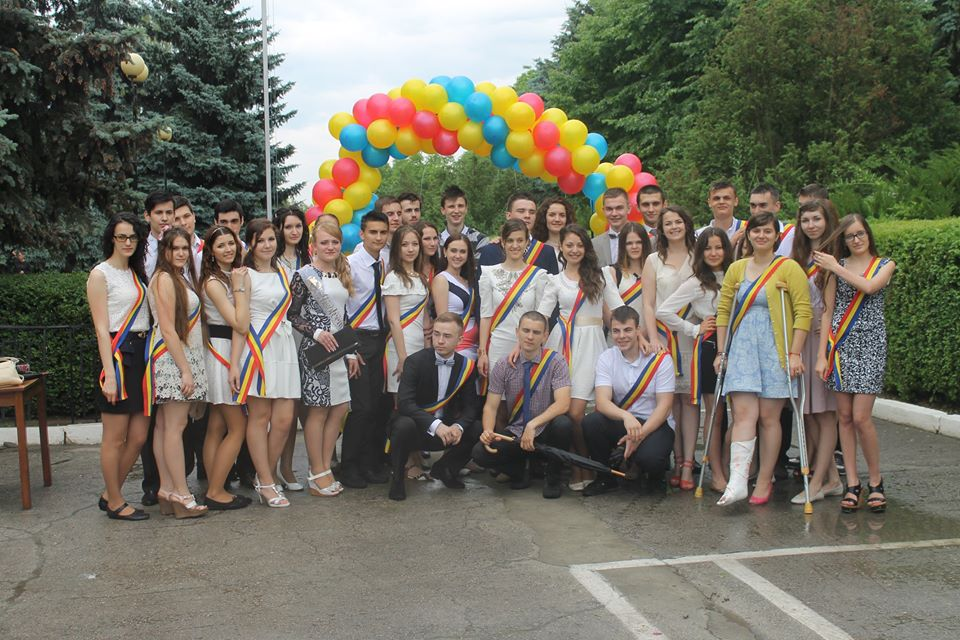
Ученики старшей школы в Бендерах празднуют окончание учебного года в мае 2013

В докладе ОБСЕ от июня 2005 года говорится: «Если они (родители в Приднестровье) зачислили своих детей в одну из школ, предлагающих учебную программу из Молдовы с использованием латинского алфавита, они рискуют оказаться под угрозой со стороны служб региональной безопасности и увидеть, что их рабочие места также под угрозой. Однако отправка детей в одну из 33 приднестровских школ, в которых обучают на родном языке на кириллице, вряд ли является привлекательной альтернативой, поскольку школы следуют устаревшей учебной программе и используют учебники советского периода». Именно по этой причине многие молдаване из Приднестровья отправляют своих детей в школы с русским языком обучения.
Приднестровские власти не признают аттестаты, изданные молдавскими школами, с использованием латинского алфавита, что делает невозможным обучение выпускников этих школ в приднестровских высших учебных заведениях.

### Привлечение Европейского суда по правам человека
В ноябре 2006 года Европейский суд по правам человека принял решение рассмотреть претензии трёх молдавских школ в Приднестровье (из Бендер, Рыбницы и Григориополя) в отношении нарушения их права на образование и права на труд в условиях дискриминации. Три школы рассматривали Россию и Молдову как ответственные за нарушение их прав. В июне 2009 года Суд провел слушания по трём аналогичным случаям: Калдаре и 42 других против Молдовы и России (№ 8252/05), Катан и 27 других против Молдовы и России (№ 43370/04), Серваски и 98 других против Молдовы и России (№ 18454/06). В 2010 году Суд решил, что дело будет частично принято к рассмотрению. В 2012 году суд решил, что право на образование заявителей было нарушено Россией, но не нарушено Республикой Молдова.

### Давление на власти Приднестровья
В ноябре 2006 года глава миссии ОБСЕ в Молдове Луис О’Нейл призвал власти в приднестровском городе Рыбнице вернуть конфискованное здание школе с румынским языком обучения, расположенную в городе. Здание было построено правительством Молдавии и почти закончено в 2004 году, когда милиция Приднестровья заняла его во время школьного кризиса.